# Oh Kyo-moon
Oh Kyo-Moon, född 2 mars 1972, är en sydkoreansk bågskytt som tävlat i två olympiska spel. Han har tre medaljer, en av varje valör. Han innehar även världsrekordet i en enkel FITA-runda, med poängen 1379.